# Postrer Río
Postrer Río é um município da República Dominicana pertencente à província de Independencia.
Sua população estimada em 2012 era de 5 289 habitantes.